# النادي البلدي
النادي البلدي  هو نادي كرة قدم مغربي متعدد الفروع من مدينة الدار البيضاء.، يعد من بين أقدم أندية مدينة الدار البيضاء، حيث أنه تأسس سنة 1934 بمبادرة من بعض المسؤولين الفرنسيين العاملين في بلدية مدينة الدار البيضاء آنذاك، والذين كانوا يقطنون المدينة. يشتهر النادي بفرعين أساسين هما فرعا التنس وكرة السلة. النادي يضم أيضا العديد من الفروع الأخرى كالسباحة، الشطرنج وكرة القدم

## فروع النادي
تأسس النادي أساسا بفرع واحد في ثلاتينيات القرن العشرين، وهو فرع كرة القدم ليوسع نشاطه تدريجيا حيث يضم حاليا تمانية فروع رياضية هي:
- التنس
- كرة القدم
- كرة السلة
- الكرة الطائرة
- السباحة
- ألعاب القوى
- ركوب الدراجات
- الكرة الحديدية

## وصلات خارجية
- (بالعربية) موقع البطولة كوم المختص بأخبار الدوري المغربي.
- (بالعربية) موقع جريدة المنتخب المغربية المتخصصة في أخبار الرياضة المغربية
- (بالفرنسية) الموقع الرسمي للقناة الرياضية المغربية